# Dicranota (Rhaphidolabis) flavibasis
Dicranota (Rhaphidolabis) flavibasis is een tweevleugelige uit de familie Pediciidae. De soort komt voor in het Palearctisch gebied.